# Capanna Vallot
La capanna Vallot è un rifugio situato nel comune di Saint-Gervais-les-Bains (dipartimento dell'Alta Savoia, Francia), nella valle dell'Arve, nelle Alpi Graie, a 4.362 m s.l.m.

## Storia

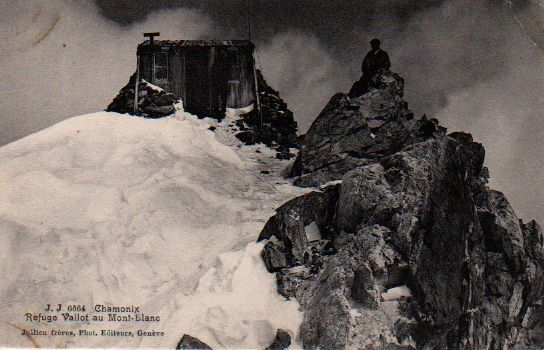
Fotografia della prima Capanna Vallot.

Il botanico e meteorologo Joseph Vallot nel 1891 aveva costruito uno chalet laboratorio a vocazione pluridisciplinare, tra le quali l'astronomia. Da lui prese il nome di osservatorio Vallot o capanna Vallot. Il rifugio fu ricostruito nel 1898 nella sua collocazione attuale. Il rifugio è stato rinnovato nel 2006.

## Caratteristiche e informazioni

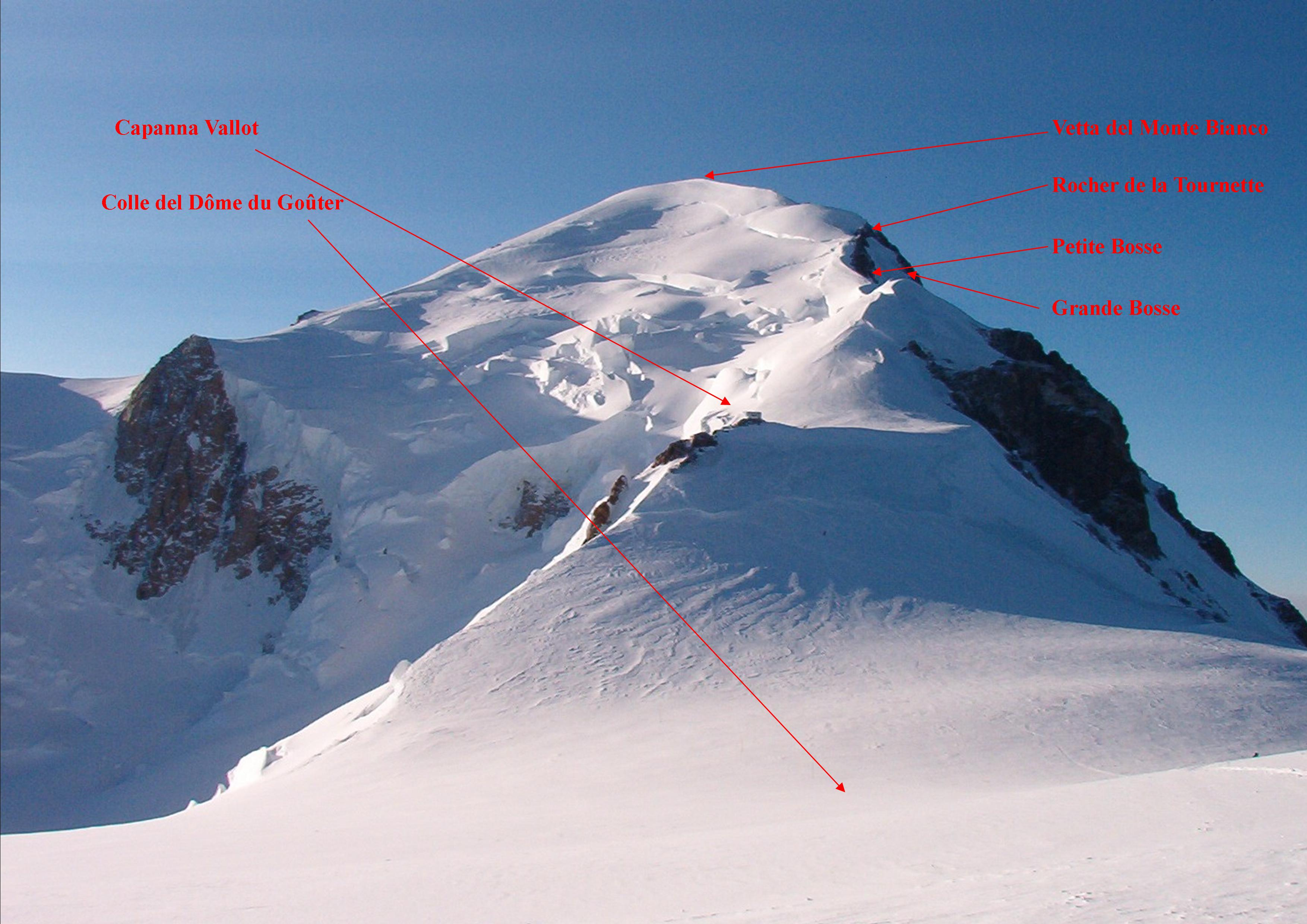
Versante francese del Monte Bianco con indicata la posizione della Capanna.

Si trova lungo la via normale di accesso al Monte Bianco: tanto quella francese che quella italiana.
Non è un rifugio vero e proprio, ma solamente un posto di ricovero e di emergenza per gli alpinisti che salgono sul Monte Bianco.

## Accessi
Si può salire alla capanna Vallot partendo dal rifugio del Goûter (versante francese) oppure dal rifugio Francesco Gonella (versante italiano). La salita dal rifugio del Goûter è parte della via normale francese al Monte Bianco. La salita dal rifugio Francesco Gonella è parte della via normale italiana al Monte Bianco.

## Ascensioni
- Monte Bianco - 4.810 m